# Chatynnach
Il Chatynnach (anche traslitterato come Hatynnah o Khatynnakh) è un fiume della Russia siberiana nordorientale, affluente di sinistra della Ujandina nel bacino della Indigirka.
Nasce dall'unione di alcuni distinti bracci sorgentiferi nel versante meridionale delle alture Polousnyj, scorrendo successivamente nel bassopiano di Abyj in un bacino ricco di laghi (circa 1.500, per complessivi 185 km² di superficie); è gelato, mediamente, dai primi di ottobre a fine maggio/primi di giugno.